# José Luís de Castro
Pour les articles homonymes, voir Castro.
José Luís de Castro (19 août 1744 à Lisbonne - 23 mars 1819 à Lisbonne) fut le 13e vice-roi du Brésil, de 1790 à 1801.

## Biographie
José Luís de Castro est le vingt-deuxième Amiral de Portugal.
Le 20 juin 1790, il est nommé vice-roi du Brésil.
Il fut notamment à l'origine de l'installation de l'éclairage dans la ville de Rio de Janeiro, à partir d'huile de baleine.